# FC Dnepr Mogilev
El FC Dnepr Mogilev es un club de fútbol bielorruso de la ciudad de Mogilev. Fue fundado en 1960 y juega en la Primera Liga de Bielorrusia.

## Nombres
- 1960-63: Khimik Mogilev
- 1963-73: Spartak Mogilev
- 1973-98: Dnepr Mogilev
- 1998-2006: absorve al Transmash Mogilev y pasa a ser Dnepr-Transmash Mogilev
- 2006-actual: Dnepr Mogilev

## Palmarés

### Torneos nacionales
- Primera División de Bielorrusia (1):1998

## Participación en competiciones de la UEFA
| Temporada | Torneo                | Ronda              | Club            | Ida     | Vuelta  |
| --------- | --------------------- | ------------------ | --------------- | ------- | ------- |
| 1995      | UEFA Intertoto Cup    | Grupo 8            | Bečej           | 2–1 (L) |         |
| 1995      | UEFA Intertoto Cup    | Grupo 8            | Pogoń Szczecin  | 3–3 (V) |         |
| 1995      | UEFA Intertoto Cup    | Grupo 8            | Cannes          | 2–2 (L) |         |
| 1995      | UEFA Intertoto Cup    | Grupo 8            | Farul Constanţa | 0–2 (V) |         |
| 1998      | UEFA Intertoto Cup    | 1                  | Debrecen        | 2–4 (L) | 0–6 (V) |
| 1999–2000 | UEFA Champions League | 2                  | AIK             | 0–1 (L) | 0–2 (V) |
| 2000      | UEFA Intertoto Cup    | 1                  | Silkeborg       | 2–1 (L) | 2–1 (V) |
| 2000      | UEFA Intertoto Cup    | 2                  | Chmel Blšany    | 2–6 (V) | 0–2 (L) |
| 2010–2011 | UEFA Europa League    | 1.ª Clasificatoria | Laçi            | 1–1 (V) | 7–1 (L) |
| 2010–2011 | UEFA Europa League    | 2.ª Clasificatoria | Stabæk          | 2–2 (V) | 1–1 (L) |
| 2010–2011 | UEFA Europa League    | 3.ª Clasificatoria | Baník Ostrava   | 1–0 (L) | 2–1 (V) |
| 2010–2011 | UEFA Europa League    | Play-off           | Villareal       | 0–5 (V) | 1–2 (L) |